# 基辅斯凯 (第聂伯罗彼得罗夫斯克州)
48°8′3″N 35°35′34″E / 48.13417°N 35.59278°E
基辅斯凯（烏克蘭語：Київське），是烏克蘭的村落，位於該國中部第聶伯羅彼得羅夫斯克州，由錫內利尼科韋區拉伊夫卡市鎮負責管轄，處於中捷爾薩河左岸，海拔高度146米，2001年人口48。